# Weißer Rock

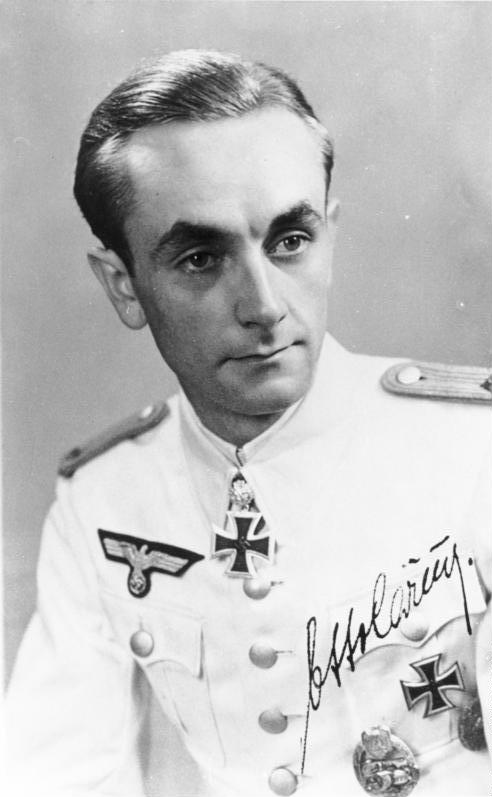
Otto Carius im Weißen Rock

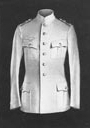
Abbildung aus dem Katalog der Heeres-Kleiderkasse Oktober 1935

Der Weiße Rock war in der Wehrmacht eine Uniformjacke, die Offiziere und Wehrmachtsbeamte im Offiziersrang tragen durften. Er durfte nur getragen werden
- im geschlossenen Kasernenbereich,
- außerhalb beim Einzelreiten,
- auf Truppenübungsplätzen,
- zum Dienst mit der Truppe, wenn sie Drillich- oder Sportanzug trug.

Er konnte (nur im Sommerhalbjahr) getragen werden
- zur Ausgehuniform,
- bei Turnieren, Rennen und sportlichen Veranstaltungen,
- zum kleinen Gesellschaftsanzug im Offizierheim oder bei kleineren Geselligkeiten im Familien- oder Bekanntenkreis und bei Gartenfesten.[1]